# Fernmeldeturm Höxter
Als Fernmeldeturm Höxter wird ein auf dem Berg Schrodhalbe im Solling stehender 90 Meter hoher Sendeturm bezeichnet. Die Bezeichnung bezieht sich auf den vorrangigen Zielort der Ausstrahlungen, nämlich Höxter. Der Turm befindet sich auf dem Gemeindegebiet des Ortsteils Neuhaus im Solling der Stadt Holzminden, etwa einen Kilometer südlich von Neuhaus und westlich der Bundesstraße 497. Sein Inhaber ist die Deutsche Funkturm. 1976 wurde er errichtet.

## Frequenzen und Programme

### Analoger Hörfunk (UKW)
Obwohl der Turm auf niedersächsischem Gebiet steht, strahlt er auf UKW vor allem für Nordrhein-Westfalen bestimmte Hörfunkprogramme aus, da sich das Wesertal um Höxter topographisch bedingt von hier aus besser erreichen lässt. Insgesamt werden die folgenden Hörfunkprogramme gesendet:
| Frequenz  | Programm              | ERP    |
| --------- | --------------------- | ------ |
| 107,3 MHz | 1 Live                | 0,5 kW |
| 96,4 MHz  | WDR 2                 | 0,5 kW |
| 95,2 MHz  | WDR 3                 | 0,5 kW |
| 87,8 MHz  | WDR 4                 | 0,5 kW |
| 93,9 MHz  | WDR 5                 | 0,5 kW |
| 104,8 MHz | Radio Hochstift       | 0,5 kW |
| 102,2 MHz | Radio ffn             | 0,5 kW |
| 105,7 MHz | Antenne Niedersachsen | 0,5 kW |

### Digitales Radio (DAB / DAB+)
Das digital terrestrische Programmangebot des Westdeutschen Rundfunks wird nach elfjähriger Pause wieder verbreitet. Die Abstrahlung erfolgt seit dem 28. April 2021 in vertikaler Polarisation im Gleichwellennetz (Single Frequency Network) mit anderen Sendern. Ergänzend ist das Programmangebot des Norddeutschen Rundfunks am 21. Juli 2021 und das Angebot des Hessischen Rundfunks am 12. Oktober 2021 hinzugekommen.
| Block                        | Programme (Datendienste) | ERP (kW) | Antennen- diagramm rund (ND)/ gerichtet (D) | Gleichwellennetz (SFN) |
| ---------------------------- | --- | -------- | ------------------------------------------- | --- |
| 6C NDR NDS BS (D__00291)     | DAB+ Block des Norddeutschen Rundfunks: - NDR 1 NDS BS (Braunschweig) (104 kbps) - NDR 2 NDS (104 kbps) - NDR Kultur (104 kbps) - NDR Info NDS (104 kbps) - N-Joy (104 kbps) - NDR Blue (104 kbps) - NDR Schlager (104 kbps) - NDR Info Spezial (104 kbps) - NDR BWS (16 kbps) - ARD TPEG (16 kbps) | 5        | D (40–230°)                                 | Bad Sachsa (Ravensberg), Braunlage (Hohegeiss), Braunschweig (Drachenberg), Einbeck (Fuchshöhlenberg), Göttingen (Bovenden), Göttingen (Nikolausberg), Goslar (Sudmerberg), Hann. Münden/Tannenkamp, Holzminden-Neuhaus, Lügde-Rischenau (Köterberg), Salzgitter/Klein Flöthe, Staufenberg-Sichelnstein, Torfhaus, Uelzen, Wolfsburg-Klieversberg |
| 7B hr Radio (D__30122)       | DAB+-Multiplex des HR: - hr1 Rhein-Main (Süd) (88 kbps) - hr1 Nordhessen (Nord) (88 kbps) - hr1 Mittelhessen (Mitte) (88 kbps) - hr2 (136 kbps) - hr3 Rhein-Main (Süd) (88 kbps) - hr3 Nordhessen (Nord) (88 kbps) - hr3 Mittelhessen (Mitte) (88 kbps) - hr4 Rhein-Main (Süd) (88 kbps) - hr4 Nordhessen (Nord) (88 kbps) - hr4 Mittelhessen (Mitte) (88 kbps) - YOU FM (88 kbps) - hr-iNFO (88 kbps) - hr EPG (32 kbps) - hr journaline (32 kbps) - hr TPEG (32 kbps) | 2,5      | D (40–230°)                                 | - Nordhessen: Habichtswald, Hoher Meißner, Holzminden-Neuhaus, Haina/Hohes Lohr (geplant) - Osthessen: Heidelstein/Rhön, Kreuzberg, Rimberg, Schlüchtern, Bad Hersfeld (Wippershainer Höhe) (geplant) - Mittelhessen: Biedenkopf (Sackpfeife), Diez/Lahntal, Gießen (Dünsberg), Herborn-Burg, Driedorf/Höllberg (Westerwald), Hoherodskopf (Vogelsberg) (geplant) - Rhein/Main: Großer Feldberg (Taunus), Frankfurt (Europaturm), Gelnhausen (Schnepfenkopf), Hohe Wurzel, Mainz-Kastel - Südhessen: Darmstadt-Weiterstadt, Hardberg, Würzberg, Krehberg (Odenwald) (geplant) |
| 11D Radio für NRW (D__00236) | - 1 Live (88 kbps) - 1 Live diggi (88 kbps) - WDR 2 Rhein-Ruhr (RR) (88 kbps) - WDR 2 Ostwestfalen-Lippe (OW) (88 kbps) - WDR 2 Südwestfalen (SW) (88 kbps) - WDR 3 (120 kbps) - WDR 4 Rhein-Ruhr (RR) (88 kbps) - WDR 4 Ostwestfalen-Lippe (OW) (88 kbps) - WDR 4 Südwestfalen (SW) (88 kbps) - WDR 5 (88 kbps) - WDRcosmo (80 kbps) - WDR Maus (80 kbps) - WDR Event (56 kbps) - WDR EPG (8 kbps) - ARD TPEG (16 kbps)                                                | 1        | D (200–340°)                                | - Region Aachen: Aachen (Stolberg-Donnerberg), Eifel (Dahlem-Bärbelkreuz) - Bergisches Land: Engelskirchen (Hohe Warte), Gummersbach (Kerberg), Remscheid (Hohenhagen), Wuppertal (Auf der Königshöhe) - Rheinland: Bonn (Venusberg), Köln (Kölnturm) - Rhein-Ruhr: Düsseldorf (Rheinturm), Gelsenkirchen-Scholven, Kleve (Bresserberg), Langenberg (Hordtberg), Viersen (Süchtelner Höhen) - Ruhrgebiet: Dortmund (Florianturm) - Münsterland: Ibbenbüren (Blomenkamp), Münster (Nottuln-Baumberge), Oelde (Mackenberg), Schöppingen - Ostwestfalen-Lippe: Bad Oeynhausen (P.Westf.-Wittekindsberg), Bielefeld (Hünenburg), Herford (Eggeberg), Höxter (Holzminden), Stemwede (Arrenkamp), Teutoburger Wald (Bielstein), Warburg, Willebadessen (Eggegebirge) - Südwestfalen: Arnsberg (Schlossberg), Biedenkopf (Sackpfeife), Ederkopf (Oberste Henn), Hallenberg (Bollerberg), Hochsauerland (Hunau), Lennestadt (Kuhhelle), Meschede, Nordhelle, Olsberg, Siegen (Giersberg) |

Die nächsten benachbarten Sendetürme stehen in Höxter-Stahle (Sender Holzminden), auf dem Köterberg (Fernmeldeturm Köterberg) sowie bei Espol (Fernmeldeturm Solling).